# Gülcemal Kadınefendi
Gülcemal Kadınefendi (1826 – 15. prosince 1851) byla konkubína osmanského sultána Abdulmecida I. a matka sultána Mehmeda V.

## Život
Gülcemal se narodila v roce 1826 v Bosénském ejáletu. Její rodné jméno není známo. V mládí byla ona a její sestra Bisimal odvedeny do sultánského paláce do harému. Za sultána se provdala v roce 1840 v paláci Topkapi. Porodila mu tři děti, včetně budoucího sultána Mehmeda V. Všechny tři děti byly adoptovány první sultánovou ženou Servetsezou Kadin.
Zemřela 15. prosince 1851 v Istanbulu na tuberkulózu. Jelikož zemřela dřív, než se její syn stal sultánem, nezastávala funkci Valide sultan. Je pohřbena v hrobce pro ženy z vládnoucího rodu sultánů v Yeni.